# Caenorhabditis elegans
Caenorhabditis elegans è un verme nematode fasmidario, lungo circa 1 mm, che vive nel suolo, in regioni temperate. Si tratta di un organismo modello molto usato per lo studio della biologia dello sviluppo e dell'apoptosi. Le prime ricerche su C. elegans sono state avviate nel 1962 da Sydney Brenner. Per le scoperte sul lignaggio cellulare (riguardanti cioè la descrizione dello sviluppo dell'organismo a livello spaziale e temporale) e sull'apoptosi, Brenner ha ricevuto nel 2002 il Premio Nobel con Robert Horvitz e John Sulston.

## Aspetto fisico
Il C. elegans è trasparente e, come tutti i nematodi, presenta una forma vermiforme cilindrica a simmetria bilaterale, con una tegumentazione a cuticola (composta di collagene). Non mostra segmentazione, ha quattro cordoni epiteliali ed una cavità pseudocelomatica piena di fluido. Pur essendo un organismo relativamente semplice, possiede molti dei sistemi e degli apparati presenti negli altri animali. Il capo arrotondato è munito di una faringe facilmente riconoscibile (al microscopio ottico). Il posteriore è più sottile e allungato. C.elegans si nutre di batteri come l'Escherichia coli.

## Differenze traC. elegansermafrodita e maschio
In una popolazione adulta di C. elegans sono presenti due tipi sessualmente diversi di organismi: il maschio e l'ermafrodita.
Gli individui maschili, molto rari (pari a circa 0,05% del totale), garantiscono la variabilità genetica. Essi presentano una gonade a singolo lobo, con vaso deferente ed una coda specializzata per l'accoppiamento. Gran parte del volume dell'animale maschio è infatti occupato dal sistema riproduttivo. Gli ermafroditi sono in grado di proliferare anche senza maschi (ermafroditismo sufficiente) e sono dunque diffusissimi. Oltre all'apparato maschile, essi presentano anche due ovari, due ovidotti, una spermateca ed un utero.
Di seguito sono riportate le altre differenze principali.
- L'ermafrodita adulto è composto da 959 cellule, mentre il maschio ne conta 1 031.
- Il corredo cromosomico di C. elegans comprende cinque paia di autosomi e due cromosomi sessuali. Se si tratta di XX, l'organismo è ermafrodita. I maschi presentano invece una combinazione XO.
- L'aspetto fisico dell'ermafrodita è differente rispetto a quello del maschio, dal momento che è dotato di una coda più lunga: il maschio presenta invece una coda tagliata ed un'area laterale a forma di ventaglio.

## Ciclo vitale
Le uova di C. elegans sono deposte dall'ermafrodita e, al termine della covata, passano attraverso quattro stadi giovanili (L1-L4), c'è uno sviluppo diretto, non ci sono larve. Se c'è carenza di cibo o un eccesso di popolazione, C. elegans può svilupparsi attraverso uno stadio larvale L3 alternativo: l'animale entra dunque in uno stato larvale dauer, nel quale può restare per alcuni mesi, caratterizzato da un basso metabolismo, da resistenza agli stress e da interruzione dei processi di invecchiamento. Durante lo stadio L4, gli ermafroditi producono lo sperma e depongono le uova, ormai adulti. I maschi possono comunque inseminare gli ermafroditi, i quali utilizzeranno lo sperma del maschio preferenzialmente. La durata media della vita di C. elegans, nelle linee mantenute in laboratorio a 20 °C, è di circa 2-3 settimane, ed il tempo di sviluppo è di 3 giorni.

## Organismo modello

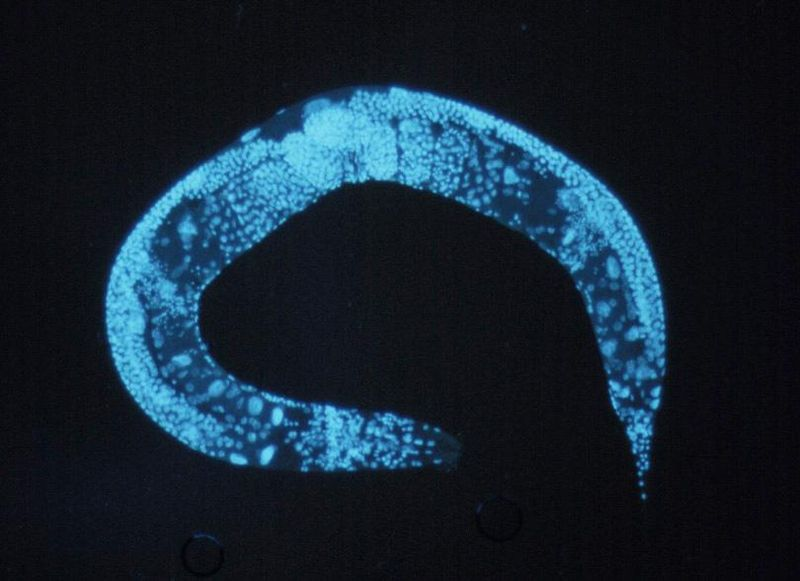

C.elegans presenta un numero ben definito (e costante) di cellule. L'ermafrodita ne presenta 959, tutte visibili al microscopio ottico, di cui 302 di tipo nervoso. Le strutture neurali includono un complesso di organi sensoriali che permettono al nematode di distinguere gli odori e le diverse temperature, percependo la presenza della luce nonostante C.elegans non abbia occhi.
L'organismo, poi, presenta un genoma non troppo vasto: nelle circa 100 milioni di paia di basi presenti sono stati individuati circa 19 000 geni. Il sequenziamento dell'intero genoma è stato annunciato nel numero di Science dell'11 dicembre 1997 come il primo completato su un organismo pluricellulare (in realtà gli ultimi "frammenti" sono stati completati nel 2002). Da allora i dati raccolti sono sottoposti a costante valutazione e correzione da parte della comunità scientifica. Da quando, nel 2003, è stata depositato in banca dati anche l'intero genoma del nematode appartenente allo stesso genere, C. briggsae, sono stati avviati diversi studi di genomica comparata tra i due organismi.
Come già detto, inoltre, si tratta di un organismo molto piccolo e maneggevole, ma non troppo piccolo da impedire l'osservazione al microscopio ottico dei suoi organi interni (grazie alla sua trasparenza) e della sua embriogenesi. È un organismo facile da allevare e molto resistente. Ha larga disponibilità di mutanti e pochi cromosomi.
Tutte queste caratteristiche lo rendono uno dei più importanti organismi modello, per quanto possa apparire filogeneticamente distante dai vertebrati superiori e dall'uomo.

## Studi svolti suC.elegans
Uno studio del 1974 ha dimostrato che molti dei meccanismi osservati nel verme sono conservati nelle mosche e nei topi e che esso è un modello sorprendentemente affidabile per comprendere la regolazione genetica di una moltitudine di processi, compreso l'invecchiamento.
L'interesse dei ricercatori si è focalizzato sullo sviluppo di ognuna delle 959 cellule, che presentano un destino molto ben definito e costante in tutti gli individui, a differenza di quanto avviene nell'embriogenesi dei mammiferi, nella quale il numero di cellule presenti non è geneticamente definito. Sono state individuate un numero ben definito di cellule aggiuntive che vengono eliminate nel corso dello sviluppo. Nell'ermafrodita sono 131, in prevalenza di tipo nervoso: tale evento ha suggerito nuovi approcci allo studio dello sviluppo del sistema nervoso degli organismi superiori.
Numerosi altri studi su C. elegans ne hanno analizzato il sistema nervoso. Il pattern di connessioni di tutti i 302 neuroni è stato definito nei minimi dettagli. Ricerche hanno indagato su meccanismi nervosi che coordinano alcuni processi motori come la chemiotassi, la termotassi o il comportamento sessuale. Uno dei dati più interessanti ad essere emersi consiste nel fatto che la maggior parte dei neuroni non presenta alcun tipo di potenziale d'azione, tranne che per una singola classe neuronale che controlla alcuni movimenti del verme.
Potendo venire congelato e messo in uno stato di anidrobiosi, cioè disidratato e in animazione sospesa, il C. elegans è stato scelto come candidato ideale, insieme al tardigrado, per i primi viaggi interstellari, al fine di verificare se la vita terrestre possa esistere in tali spazi.